# Плавання на літніх Олімпійських іграх 2024 — 400 метрів комплексом (чоловіки)
Змагання з плавання на 400 метрів комплексом серед чоловіків на літніх Олімпійських іграх 2024 відбудуться 28 липня на Арені Дефанс.

## Рекорди
Перед цими змаганнями чинні світовий і олімпійський рекорди були такими:
| Світовий     | 04:02.50 | Леон Маршан | Франція | 23 липня 2023  | Фукуока |
| Олімпійський | 04:03.84 | Майкл Фелпс | США     | 10 серпня 2008 | Пекін   |

## Формат змагань
Змагання складаються з двох раундів: півфіналі та фіналу. Плавці, що показали 8 найкращих результатів у півфіналах, виходять до фіналу. У тому разі, коли на останнє місце потрапляння до фіналу претендують два чи більше плавця з однаковим часом, передбачено перепливання.

## Розклад
Вказано центральноєвропейський час (UTC+1)
| Дата          | Час   | Раунд     |
| ------------- | ----- | --------- |
| 28 липня 2024 | 10:00 | Півфінали |
| 28 липня 2024 | 19:30 | Фінал     |

## Результати
Плавці, що показали 8 найкращих результатів незалежно від півфінвлу, виходять до фіналу.

### Півфінали
| Місце | Заплив | Доріжка | Плавець              | Країна                | Час     | Нотатки |
| ----- | ------ | ------- | -------------------- | --------------------- | ------- | ------- |
| 1     | 2      | 4       | Леон Маршан          | Франція (FRA)         | 4:08.30 | Q       |
| 2     | 2      | 3       | Макс Літчфілд        | Велика Британія (GBR) | 4:09.51 | Q       |
| 3     | 2      | 5       | Сето Дайя            | Японія (JPN)          | 4:10.92 | Q       |
| 4     | 1      | 4       | Карсон Фостер        | США (USA)             | 4:11.07 | Q       |
| 5     | 1      | 6       | Томоюкі Мацушіта     | Японія (JPN)          | 4:11.18 | Q       |
| 6     | 1      | 3       | Альберто Радзетті    | Італія (ITA)          | 4:11.52 | Q       |
| 6     | 2      | 6       | Льюїс Клербурт       | Нова Зеландія (NZL)   | 4:11.52 | Q       |
| 6     | 2      | 8       | Седрік Бюсінґ        | Німеччина (GER)       | 4:11.52 | Q       |
| 9     | 2      | 7       | Балаж Холло          | Угорщина (HUN)        | 4:12.20 | R       |
| 10    | 1      | 8       | Чжан Чжаньшо         | Китай (CHN)           | 4:12.71 | R       |
| 11    | 1      | 5       | Чейз Каліш           | США (USA)             | 4:13.36 |         |
| 12    | 1      | 1       | Вільям Петріч        | Австралія (AUS)       | 4:13.58 |         |
| 13    | 2      | 2       | Брендон Сміт         | Австралія (AUS)       | 4:14.36 |         |
| 14    | 2      | 1       | Трістан Янковіч      | Канада (CAN)          | 4:18.23 |         |
| 15    | 1      | 7       | Габор Зомборі        | Угорщина (HUN)        | 4:14.88 |         |
| 16    | 1      | 2       | Апостолос Папастамос | Греція (GRE)          | 4:15.32 |         |

### Фінал
| Місце | Доріжка | Плавець           | Країна                | Час     | Нотатки |
| ----- | ------- | ----------------- | --------------------- | ------- | ------- |
| 1     | 4       | Леон Маршан       | Франція (FRA)         | 4:02.95 | OR      |
| 2     | 2       | Томоюкі Мацушіта  | Японія (JPN)          | 4:08.62 |         |
| 3     | 6       | Карсон Фостер     | США (USA)             | 4:08.66 |         |
| 4     | 5       | Макс Літчфілд     | Велика Британія (GBR) | 4:08.85 |         |
| 5     | 7       | Альберто Радзетті | Італія (ITA)          | 4:09.38 |         |
| 6     | 1       | Льюїс Клербурт    | Нова Зеландія (NZL)   | 4:10.44 |         |
| 7     | 3       | Сето Дайя         | Японія (JPN)          | 4:11.78 |         |
| 8     | 8       | Седрік Бюсінґ     | Німеччина (GER)       | 4:17.16 |         |